# Loisto
Loisto es un rascacielos residencial situado en el distrito de Kalasatama de Helsinki, Finlandia. Es el segundo edificio más alto del país tras Majakka, con 32 plantas y 124 metros de altura. Cuenta con 249 apartamentos.
Loisto es la segunda de las ocho torres planificadas (entre ellas la ya nombrada Majakka) en el complejo Redi, que incluye también oficinas y un hotel.
La comercialización de las viviendas comenzó el 9 de julio de 2018 y los primeros inquilinos se mudaron a la torre el 30 de septiembre de 2021.